# よもぎまんじゅう

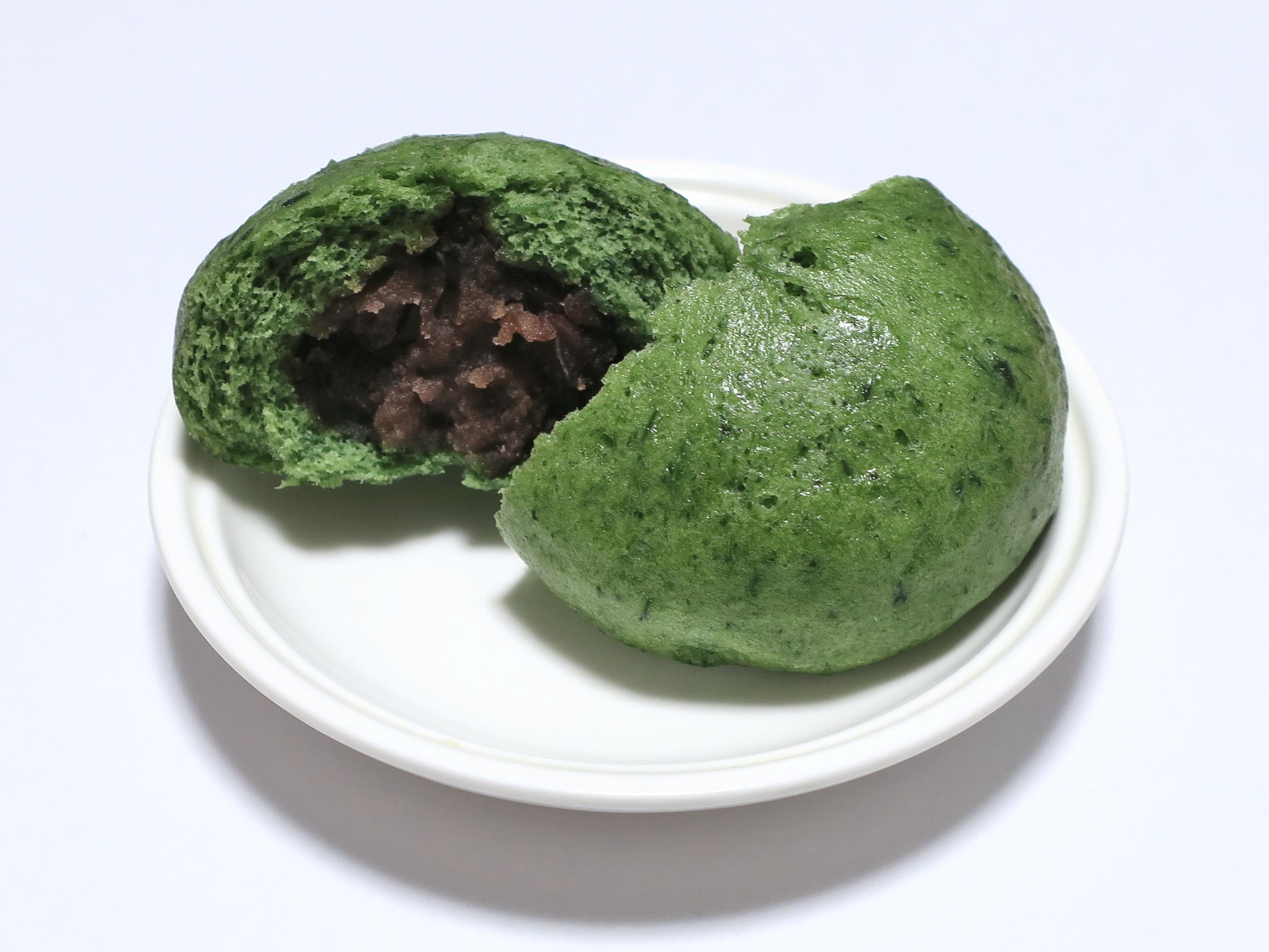
よもぎまんじゅう（草木ドライブイン、群馬県みどり市）

よもぎまんじゅうとは、饅頭の生地に蓬を練り込み小豆の餡を包んだ和菓子のこと。群馬県、岩手県、山口県等各地で作られている。